# Heinrich Schubert (Leichtathlet)
Heinrich Schubert (* 24. April 1951 in Duchroth) ist ein ehemaliger deutscher Leichtathlet, der sich auf das Gehen spezialisiert hatte.

## Karriere
Schubert begann seine Karriere bei bis 1974 DJK Adler Bad Kreuznach. Er war 1975 und 1976 bei Eintracht Bad Kreuznach, von 1977 bis 1979 bei LAC Quelle in Fürth, ab 1980 wieder bei Eintracht Bad Kreuznach und schließlich ab 1983 beim TuS Duchroth.
Von 1972 bis 1986 belegte er bei Deutschen Meisterschaften fast jedes Jahr Plätze unter den besten acht Teilnehmern. 1980 siegte er im 20-km-Gehen und im 50-km-Gehen. Die Mannschaftswertung im 20-km-Gehen gewann er 1978 und 1979 mit LAC Quelle und 1980 mit Eintracht Bad Kreuznach. Im 50-km-Gehen war er 1977 und 1979 Mannschaftsmeister.
Von 1972 bis 1983 trat Schubert bei 40 Meisterschaften und Länderkämpfen im Nationaltrikot an. Bei den Europameisterschaften 1974 in Rom belegte Schubert den achten Platz über 50 Kilometer. Alle sechs deutschen Starter aus DDR und BRD waren unter den besten neun Gehern. 1976 stand das 50-km-Gehen nicht auf dem Olympiaprogramm. Stattdessen wurde in Malmö eine Weltmeisterschaft ausgetragen. Diesmal erreichten alle sechs deutschen Geher aus Ost und West einen Platz unter den besten 19 Athleten, Schubert kam als 16. ins Ziel. 1978 wurde Schubert bei den Europameisterschaften in Prag disqualifiziert. 1980 stand Schubert im fiktiven Aufgebot für die Olympischen Spiele in Moskau, das wegen des Olympiaboykotts nicht antreten durfte.

## Bestleistungen
- 20-km-Gehen: 1:29:01 Stunden am 2. Mai 1982 in Bad Kreuznach
- 50-km-Gehen: 3:58:33 Stunden am 15. März 1980 in Bad Kreuznach